# دافنات
الدافنات (الاسم العلمي: Nicrophorini)، هي أسرة من الحشرات تتبع فصيلة الدرقيات.
تحتوي على ثلاثة أجناس حية، وواحدة منقرضة.

## الأجناس
- دافنة (الاسم العلمي: Nicrophorus)
- (الاسم العلمي: Eonecrophorus) (أحادية النوع)
- (الاسم العلمي: Ptomascopus)
- (الاسم العلمي: Palaeosilpha) (منقرضة)